# Apertifusus frenguellii
Apertifusus frenguellii es una especie de molusco gasterópodo marino de la familia Fasciolariidae, los caracoles fusiformes.

## Descripción
Presenta una concha fusiforme oval, con la espira alargada. Presenta 7 1/2 anfractos y protoconcha simple.

## Distribución

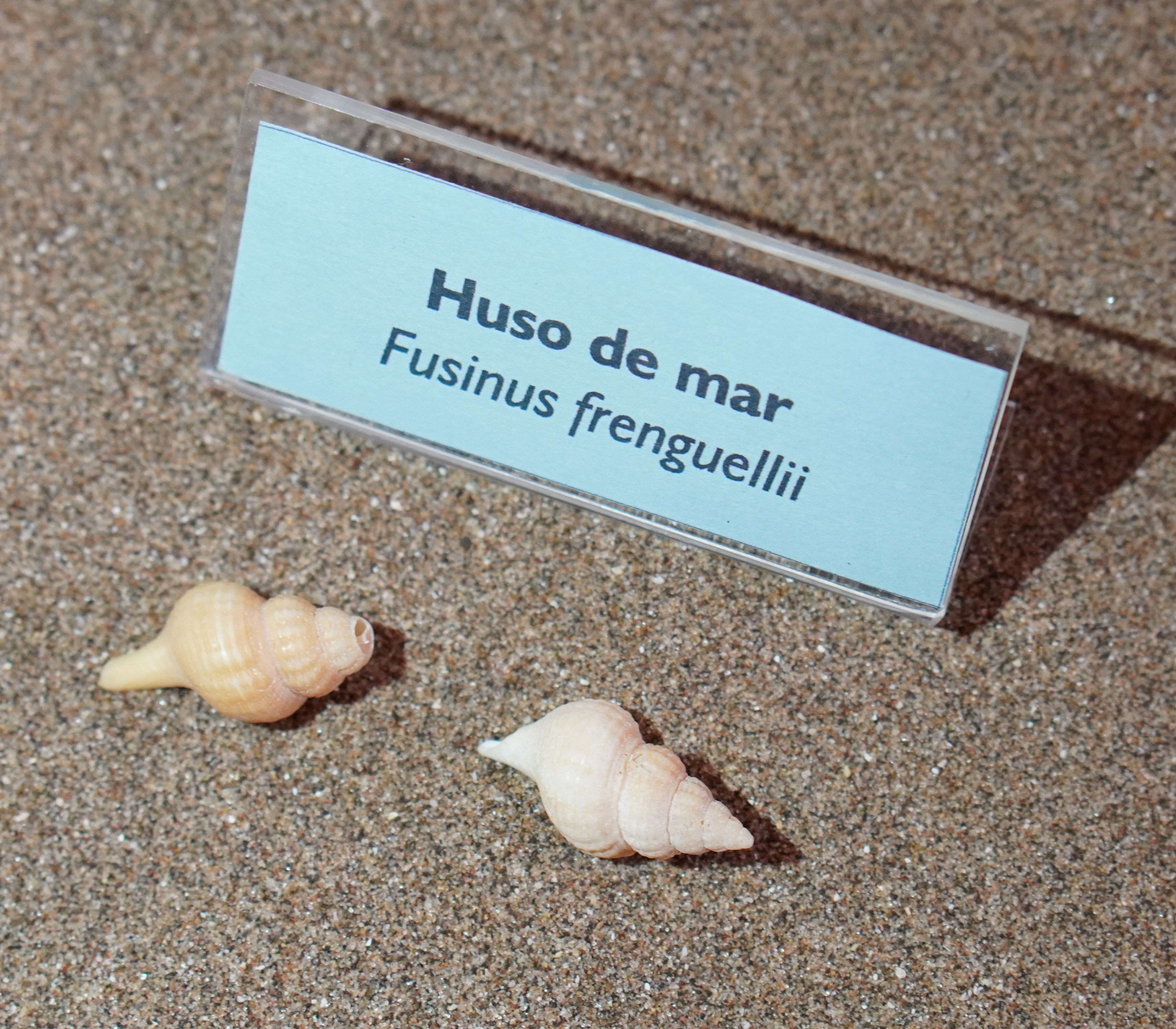
Ejemplar de Apertifusus frenguellii en el Museo de Ciencias Naturales “Dr. José Squadrone” de Necochea, Argentina.

Esta especie marina habita en las costas de Argentina y Brasil.
Habita fondos de piedra de la zona litoral, en asociación con otros moluscos, como Mytilus platensis, Adelomelon beckii, Pseudechinus magellanicus, Arbacia dufresnii y Astropecten cingulatus.

## Epónimo
El nombre de esta especie le fue otorgado por el investigador Alberto Carcelles en honor a al Prof. Dr. Joaquín Frenguelli, quien fuera Director del Museo de la ciudad de La Plata (denominado en el año 1953, fecha en que se describió esta especie como Museo Eva Perón). Este investigador fue también autor de importantes trabajos sobre Paleontología argentina.